# Асаркан, Александр Наумович
Александр Наумович Асаркан (1930—2004) — литератор, критик театра и кино, участник позднесоветского литературного андеграунда. Творческой манерой Асаркана стало посылание открыток друзьям и знакомым.

## Биография
Родился в 1930 году в Москве. В 1945 году написал и расклеил на столбах листовки против войны с Японией. Там были такие слова: 
Американцы, которые видели кровь, только когда брились, пусть они и воюют, нам незачем проливать свою кровь.
Его нашли, сразу завели дело, но посадили его только в 1950-м. В 1951-м он оказался в ЛТПБ — Ленинградской тюремно-психиатрической больнице. Диагноз — «эмоциональная тупость». В вагоне, в котором его везли в ЛТПБ, Асаркан познакомился с Павлом Улитиным, а в самой больнице и с Юрием Айхенвальдом, с которыми они останутся лучшими друзьями.
Освобожден из ЛТПБ в 1954 году.

В 1960-х годах Асаркан и Улитин были завсегдатаями кафе «Артистическое» в Камергерском переулке. Это было важное место[что?]. Зиновий Зиник о кафе того времени вспоминает так: 
Мифология диссидентской кухни, с грязной посудой в раковине и перемыванием косточек членов Политбюро вокруг кухонного стола — уже давно общее место в славистике всех времен и народов. Однако параллельно кухонному быту российского духа в Москве 60-х − 70-х годов проходила не менее загадочная по своей нелепости жизнь изгоев иного рода — завсегдатаев кафе, заведений с грязнотцой, столовок и всяческих забегаловок. Эта жизнь, нигде, кроме, пожалуй, анналов Лубянки, не зафиксированная, сохранилась, по сути дела, лишь в устном фольклоре и в нем же и захирела. Кухня той эпохи была манифестацией гражданской совести. Кафе − поиском нового языка. Открывая дверь кафе, участники кофейной жизни сознательно говорили гуд бай всему советскому, выпадали из истории советской страны. Во всяком случае так, по крайней мере, им казалось.
В кафе «Артистическое» Асаркан устроил первый публичный концерт Булата Окуджавы.
В 1980 г. Асаркан эмигрировал в Италию, прожил несколько месяцев в Риме, но получить возможность постоянного проживания не смог по бюрократическим причинам, как пишет филолог Илья Кукулин, после чего переехал в США.
Умер в 2004 году в Чикаго.

## Творчество
Художник-постановщик, искусствовед, теоретик театра Ирина Уварова пишет:
Тема его знаменитых открыток берет начало в недрах биографии, он жил с дядей и тетей в Москве и посылал открытки родственникам в Польшу. Содержание было типовое: да здравствуют наши вожди, далее по списку. Поименно. Обширный список нужно было уместить на ограниченной территории открытки. Ничего хорошего такая форма детского патриотизма не обещала. Однако, полагаю, здесь и возникло представление о композиции будущих открыток.
А. Н. Асаркан разработал в 1950—1960-х годах новый художественный жанр открыток на основе писем. Он посылал их своим друзьям, используя методы монтажа и коллажа. Открытки становятся художественным высказыванием Асаркана. А мемуаристы из театральной среды с уверенностью называют его одним из ведущих московских театральных и кинокритиков 1960-х годов, как пишут Мария Майофис и Илья Кукулин.

## Память
После смерти А. Н. Асаркана сложился его культ в узком кругу, среди тех, кто его помнил, как пишет Ирина Уварова. Но и при жизни у него был свой «колледж», куда входили Зиновий Зиник, Владимир Паперный, Михаил Айзенберг и многие другие.
В 2006 году на сайте https://stengazeta.net появился спецпроект «Асаркан», где стали публиковать сканы открыток и воспоминания о нем. До сих пор это собрание самой полной коллекции асаркановских открыток.